# OK Måsen
OK Måsen, bildad 1948, är en orienteringsklubb från Oxelösund i Sverige. Klubben har i dag (2006) cirka 230 medlemmar. Klubblokalen, Vita Villan, ligger på Jogersö i Oxelösund. 
Varje år arrangerar klubben budkavleorienteringen Måsenstafetten. Tävlingen brukar samla 1 500–2 000 deltagare med deltagande av stora delar av den svenska eliten. År 2006 arrangerades tävlingen för 28:e gången. 

## Kända medlemmar
- Gunilla Svärd